# Cassano Irpino
Cassano Irpino – miejscowość i gmina we Włoszech, w regionie Kampania, w prowincji Avellino.
Według danych na 1 stycznia 2022 roku gminę zamieszkiwały 932 osoby (471 mężczyzn i 461 kobiet).